# Neoneli
Neoneli (sardinsky: Neunèle) je italská obec (comune) v provincii Oristano v regionu Sardinie. Nachází se ve výšce 554 metrů nad mořem a má 607 obyvatel. Rozloha obce je 48,01 km².